# Fellering
Fellering är en kommun i departementet Haut-Rhin i regionen Grand Est (tidigare regionen Alsace) i nordöstra Frankrike. Kommunen ligger i kantonen Saint-Amarin som tillhör arrondissementet Thann. År 2022 hade Fellering 1 585 invånare.

## Befolkningsutveckling
Antalet invånare i kommunen Fellering
| Referens: INSEE |